# Аетија
Аетија (грч. Αετιά) је насељено место у општини Гребен у периферији Западна Македонија, Грчка. Према попису из 2021. године било је 6 становника.
Аетија је 1913. године имала 86 житеља Грка. Село се раније звало Цурјака.